# Josef Kraus & Co

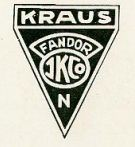
Firmenlogo aus dem Katalog 18, 1932

Die Blechspielwarenfabrik Josef Kraus & Co., umgangssprachlich Kraus Fandor, war ein bekannter Nürnberger Spielwarenhersteller, der vor allem Blecheisenbahnen der Spur 0 und Spur 1 produzierte.

## Geschichte

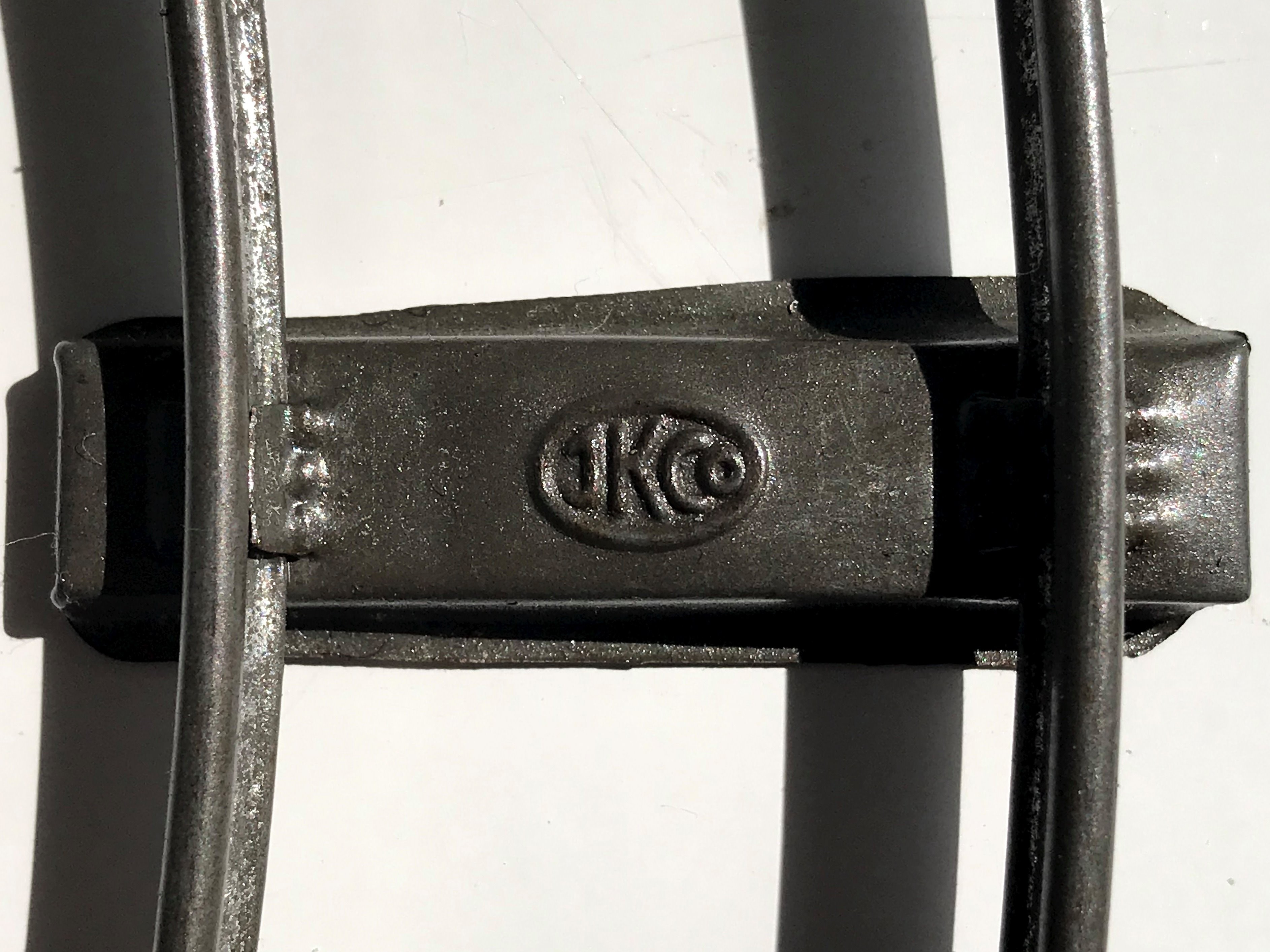
Weiteres Firmenlogo von Kraus-Fandor auf einem Uhrwerkgleis der Spur 0

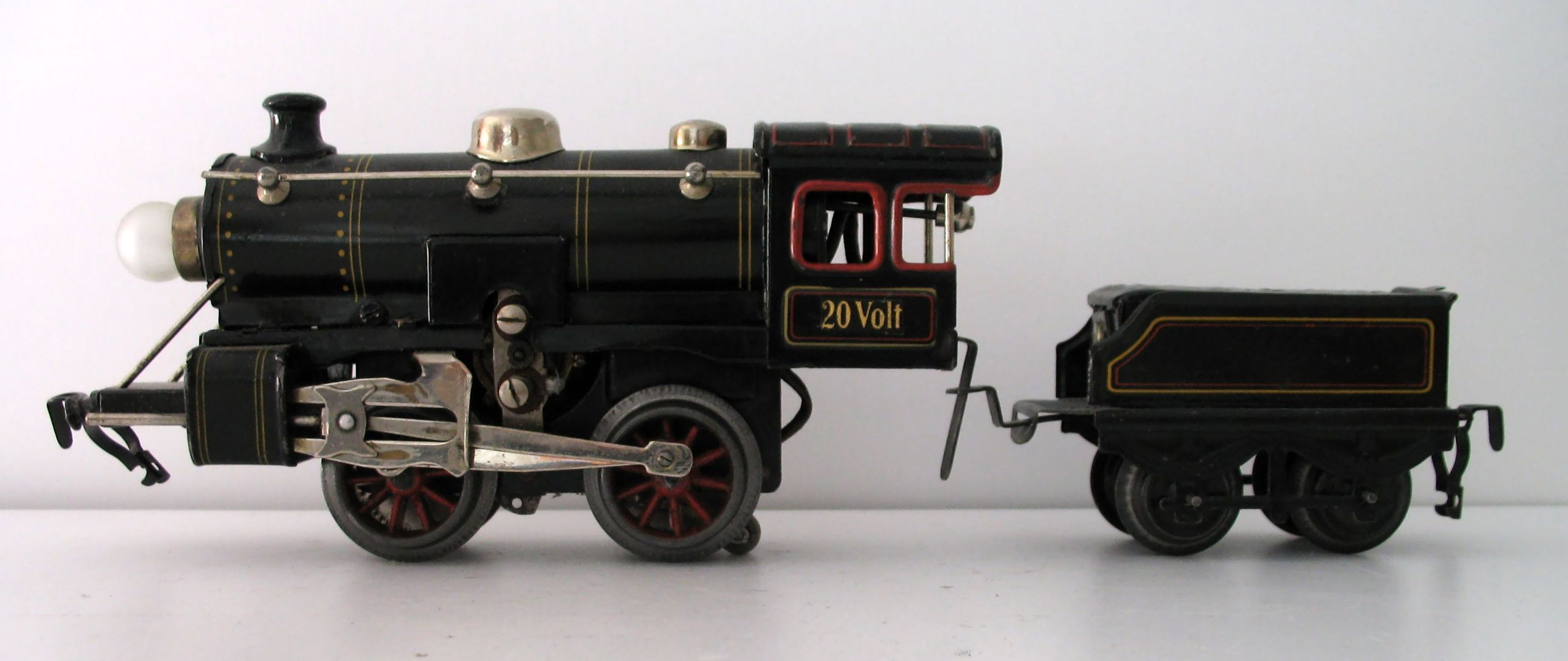
Elektrische Lok Nr. 1015/16 von Kraus-Fandor ca. 1930; die Ausführung mit Windleitblechen wurde 1932 für 10,50 Mark und Tender 1,00 Mark lt. Grosshandels-Preisliste Katalog Nr. 18 verkauft

Das Unternehmen wurde im Januar 1910 von Josef Kraus sowie Milton und Julius Forchheimer als offene Handelsgesellschaft in Nürnberg beim Nürnberger Gewerbeamt angemeldet. Zum Betriebsbeginn verfügte die Firma über zwei Beschäftigte und etwa zwanzig Maschinen. Der Unternehmenssitz lag im Nürnberger Stadtteil Gostenhof. Im Jahr 1930 war der Betrieb in der Austraße 108 ansässig.
„Fandor“ ist ein Akronym, vermutlich zusammengesetzt aus den Vornamen von Mutter und Tante der Gründer, Dora und Fanny. Das Unternehmen galt als typischer Vertreter der „Nürnberger Hersteller“ sogenannter Blecheisenbahnen. Hergestellt wurden uhrwerkbetriebene und elektrische Modelleisenbahnen aus Blech in den Spur 0 und Spur 1. Der Vertrieb erfolgte weitgehend über Provisionsvertreter im In- und Ausland.
Der jüdische Firmengründer Josef Kraus emigrierte bereits 1933 in die USA. Im Jahr 1937 wurde der Betrieb von den Nationalsozialisten enteignet und an die Nürnberger Firma Keim & Co. verkauft.
1963 erfolgte die Löschung der Firma Kraus aus dem Handelsregister.

### Marke Dorfan in den USA ab 1924
Die von Kraus-Fandor produzierten Spielzeugeisenbahnen waren teilweise am amerikanischen Vorbild ausgerichtet, weshalb in den USA eine hohe Nachfrage bestand. Nach dem Ersten Weltkrieg erschwerten allerdings eine Vielzahl von Handelshemmnissen bzw. Einfuhrbeschränkungen die Konkurrenz zu den amerikanischen Spielzeugherstellern.
Im Jahr 1924 wanderten deswegen die Gebrüder Milton und Julius Forchheimer sowie ein Ingenieur nach Amerika aus, wo sie in Newark das Unternehmen Dorfan (lediglich umgekehrte Silbenreihung von Fandor) gründeten.
Mit dieser Firma spezialisierten sie sich auf Eisenbahnen der Spur 0 sowie Standardspurweite (Standard Gauge). Produziert wurde im zinkpestanfälligen Druckguss-Verfahren. Bereits vor 1933 musste dieser Betrieb seine Produktion einstellen, der Vertrieb konnte bis 1936 aufrechterhalten bleiben.

### Nachfolge durch die Firma Keim ab 1938
Die Firma Keim vertrieb zunächst ab 1938 die von Kraus-Fandor übernommenen Warenbestände und setzte die Blechbahnproduktion mit den Kraus-Fandor-Werkzeugen bis 1939 in kleinerem Umfang fort. Keim stellte auch nach dem Zweiten Weltkrieg einfache Uhrwerkbahnen der Spur 0 her, allerdings ohne Firmenbezeichnung. Die Spielzeugproduktiuon von Keim wurde 1960 eingestellt.

## Erfindungen und besondere Kraus-Produkte

### Patente

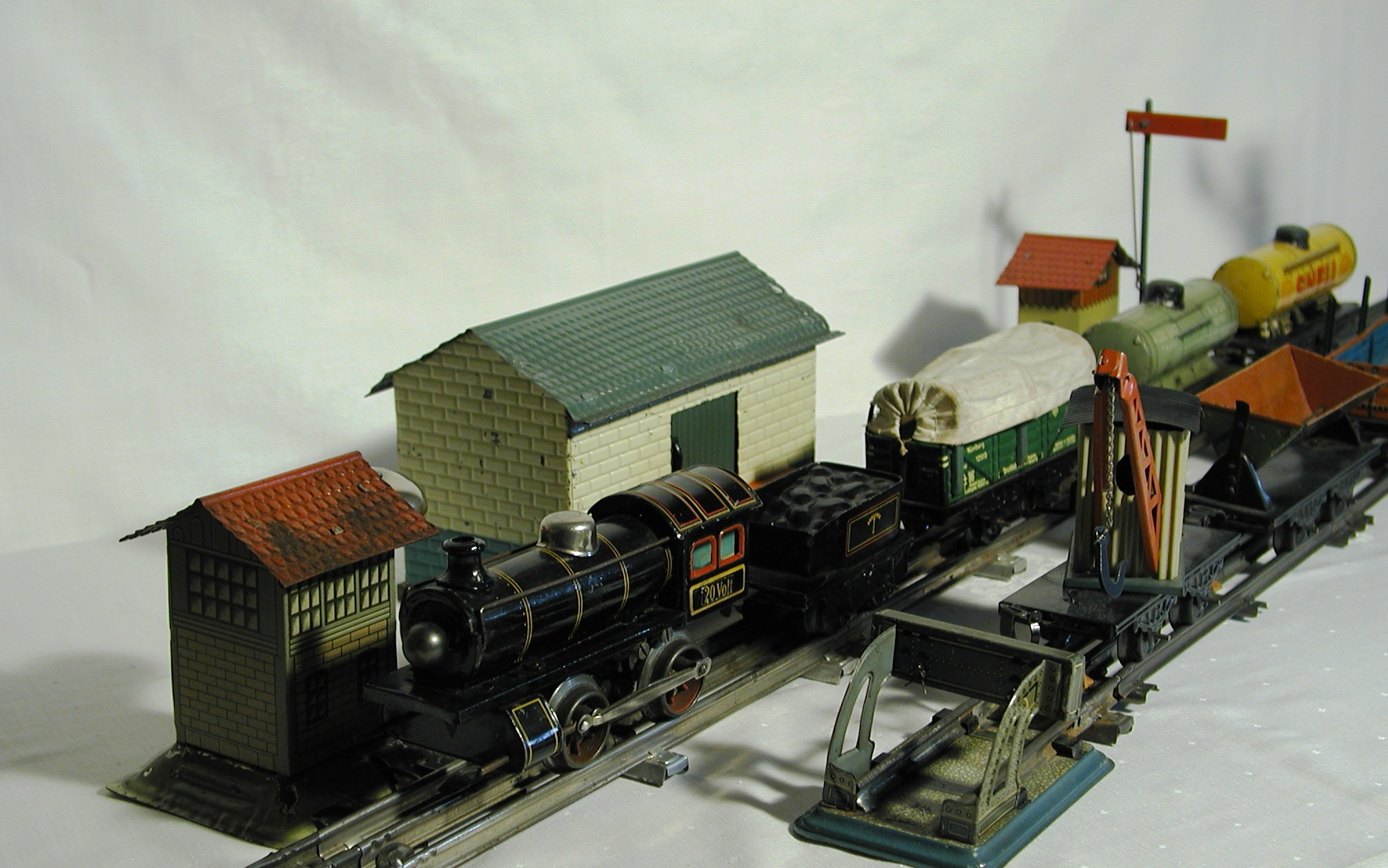
Kraus-Fandor Güterbahnanlage

Zwischen 1910 und 1934 wurden zahlreiche Patentschriften beim Kaiserlichen Patentamt – später Reichspatentamt (heute: Deutsches Patent- und Markenamt) – angemeldet. Am 1. Februar 1910 wurde die „Schienenstoß-Verbindung für Spielzeug-Eisenbahnen mit Federsicherung für den in den Kopf des einen Schienenendes gehenden Steckstift“ (Originalbeschreibung aus der Patentschrift) patentiert. Am 18. November desselben Jahres wurde ein Patent für die spezielle Verbindung zwischen Schiene und Schwelle bei Spielzeugeisenbahnen erteilt. Ein weiteres bemerkenswertes Patent besteht in der Erfindung einer selbsttätigen mechanischen Kupplung zwischen Spielzeugeisenbahnen. Im Juli 1929 ließ sich Josef Kraus & Co eine „Vorrichtung zum Anschließen der Schienen von elektrischen Spielzeugeisenbahnen an einem Stromkreis“ patentieren.

### Automatische Wagen-Kupplungen für elektrisch betriebene Eisenbahnen
Die automatische Wagenkupplung wurde u. a. im Katalog Nr. 19 ausführlich beschrieben und beworben. „Der besondere Reiz dieses neuen Systems liegt also darin, daß der Zug bezw. die Wagen desselben mit den Händen nicht berührt werden braucht, um trotzdem die mannigfachsten Zusammenstellungen zu bewerkstelligen.“ (Originaltext Katalog Nr. 19) Die Kupplung ist dahingehend innovativ, da man an jeder beliebigen Stelle einer Gleisanlage Entkupplungen vornehmen konnte. Dies war in jeder Fahrtrichtung und mit einem oder mehreren Wagen möglich.
Zur Anwendung kam eine am 17. September 1932 patentierte Entkupplungsvorrichtung – angeboten unter der Katalog Nr. 1403/50/17 (A). Die Entkupplungsvorrichtung konnte an jeder Stelle einer Anlage betrieben werden unter Verwendung von Fernstellwerken oder eines einfachen Unterbrecherknopfes, um den in der Vorrichtung eingebauten Hebel in Bewegung zu versetzen. Hier kommt das physikalische Prinzip der Induktivität zum Tragen, bei dem durch Stromfluss ein Magnetfeld entsteht und einen Stift in Bewegung setzt. Dieser Stift ist über eine Mechanik mit dem Stellhebel im Gleis verbunden, der die automatische Wagenkupplung löst. Eine genaue Ansicht der automatischen Kupplung zeigt der Katalog Nr. 21 auf Seite 42.
Um die Kupplungen an jeder Stelle der Gleisanlage vornehmen zu können, waren vor- und rückwärtsfahrende Lokomotiven mit automatischer Fernumsteuerung notwendig.

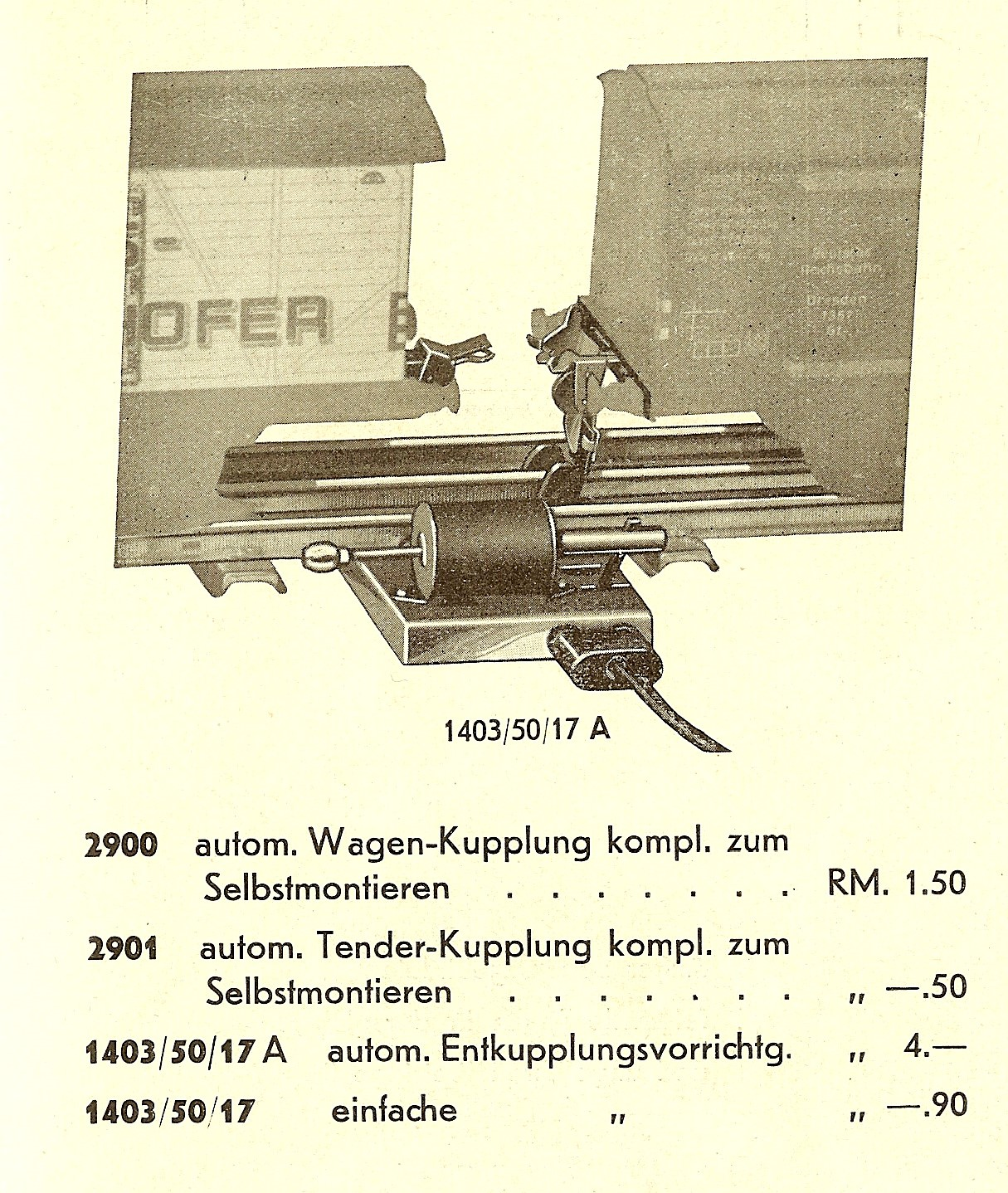
Ausschnitt aus dem Katalog Nr. 19 der Fa. Jos. Kraus & Co. zur Bewerbung der automatischen Kupplung
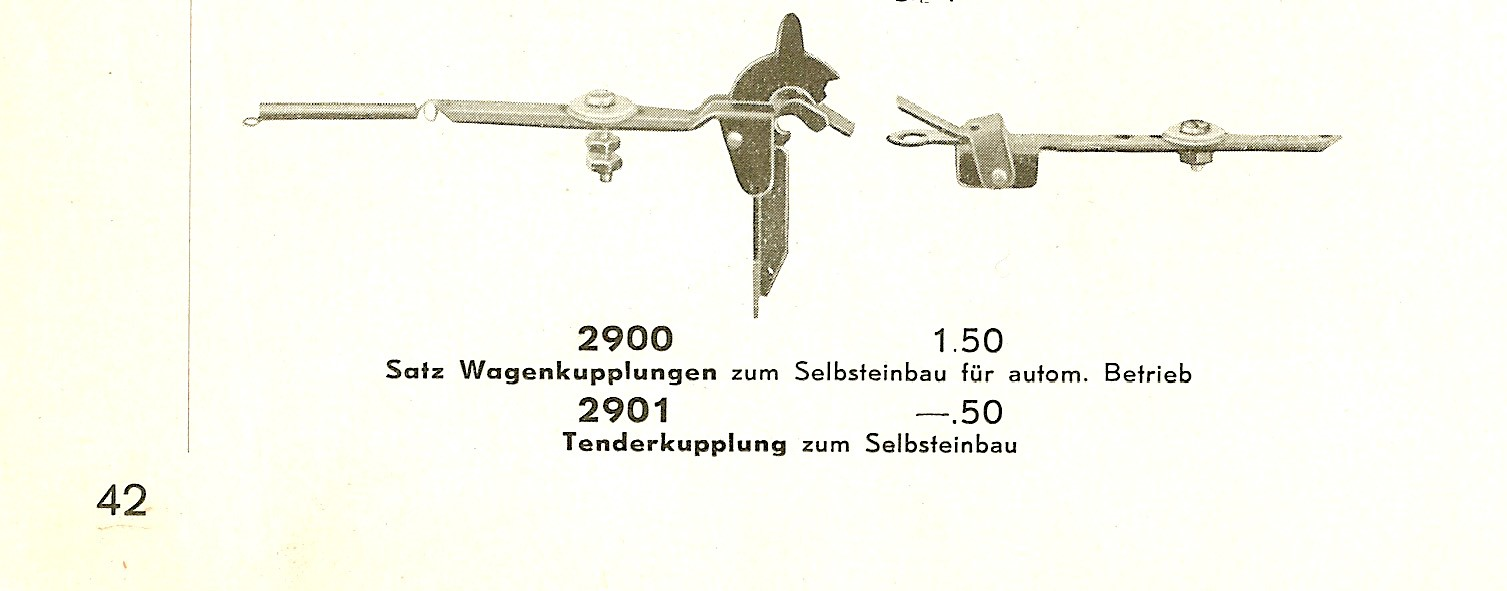
Kraus-Fandor Katalog Nr. 21, S. 42 - automatische Wagenkupplung
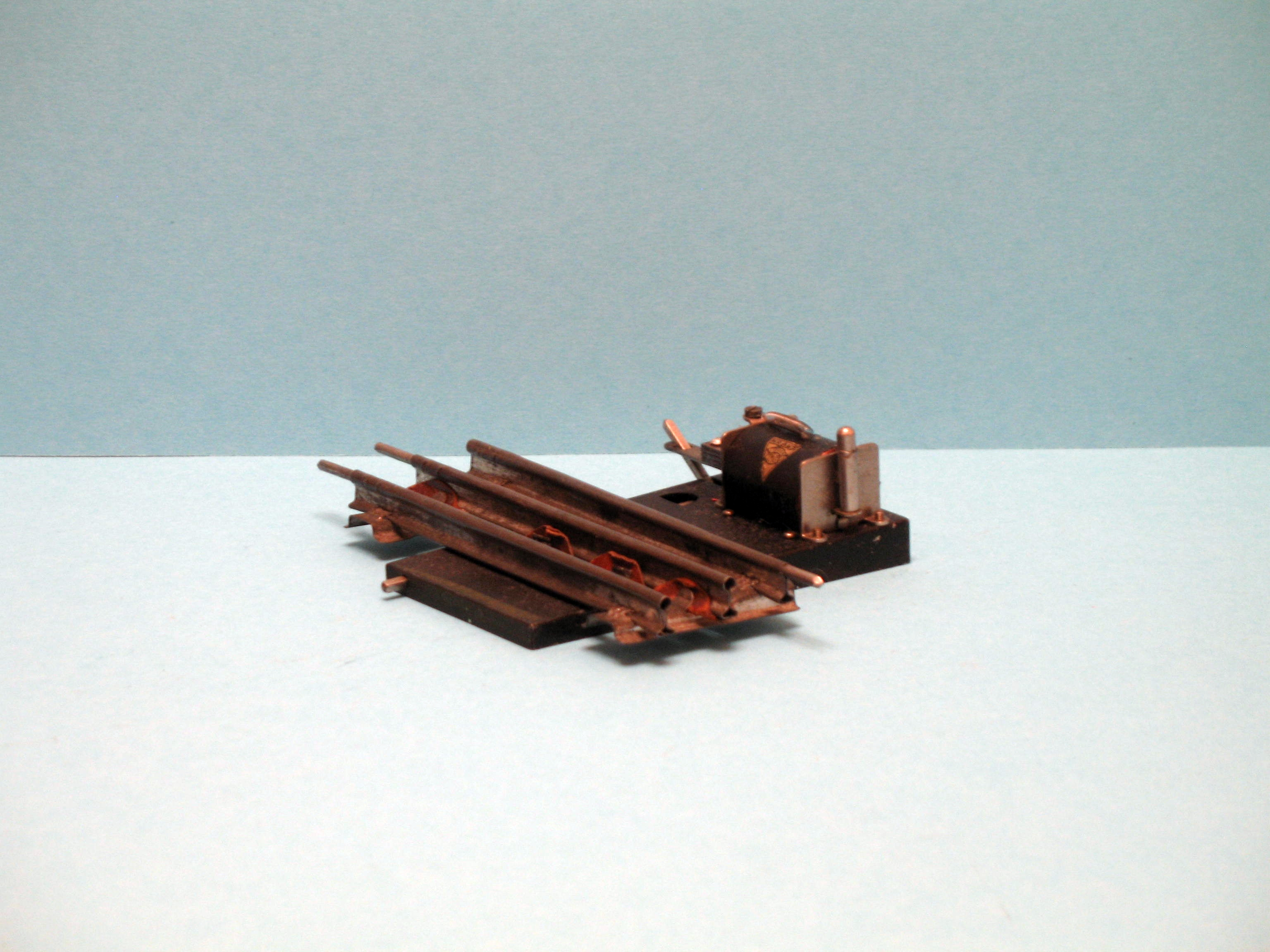
Automatisches Entkupplungsgleis der Fa. Jos. Kraus & Co.
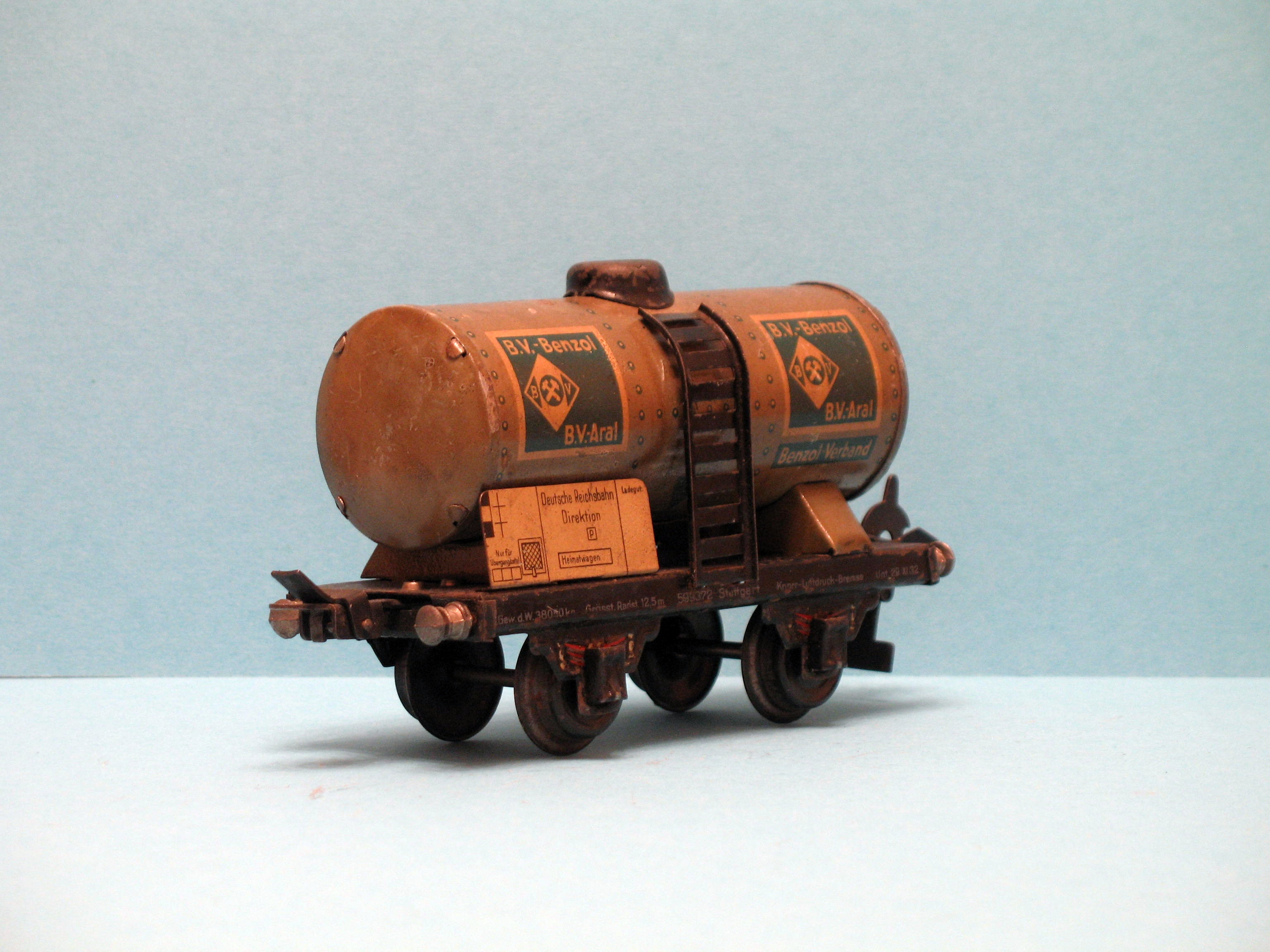
Wagen der Fa. Jos. Kraus & Co. mit automatischer Kupplung

### Oberleitungsbahnen
Das Unternehmen fertigte als einer der wenigen damaligen Spielzeughersteller sogenannte Oberleitungsbahnen. Mit Uhrwerkgleisen und einem Fahrdraht konnte im Spiel die moderne und reale Technik dieser Zeit abgebildet werden. Der damals übliche Mittelleiterstrang bei den elektrischen Gleisen wurde eingespart. Der Gleisaufbau entsprach somit eher der Wirklichkeit, welches die Kinder und Jugendlichen beim Betrachten der echten Lokomotiven sahen. Die Stromzufuhr erfolgte über das Uhrwerkgleis (2 Gleisstränge) und den flexiblen Dachstromabnehmer auf der Lokomotive. Durch den flexiblen Dachstromabnehmer (durch Federn flexibel gehalten) konnten Ungleichheiten bei den Gleisen problemlos ausgeglichen werden. Bei der Verwendung eines herkömmlichen Dreileiter-Gleises war es somit nun möglich, zwei Züge auf einer Anlage unabhängig voneinander zu steuern.
Es wurden B-Lokomotiven mit der Katalognummer 850 (2-achsig) und Lokomotiven mit einachsigen Vor- und Nachläufern (Katalognummer 860) hergestellt. Die Modelle wurden in grüner Farbe lackiert. Weiterhin gab es Ausführungen der Lokomotiven mit Uhrwerken.
Die Bezeichnung „Vollbahn“ erscheint in vielen Katalogen und bezeichnet die Elektrolokomotive (E-Lok) mit Stromabnehmer für Oberleitungen.

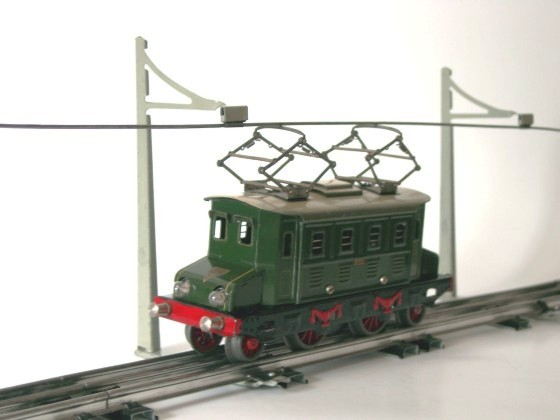
Vollbahn Lokomotive „Loko“ mit der Katalognummer 865/8 FU, ca. 1935
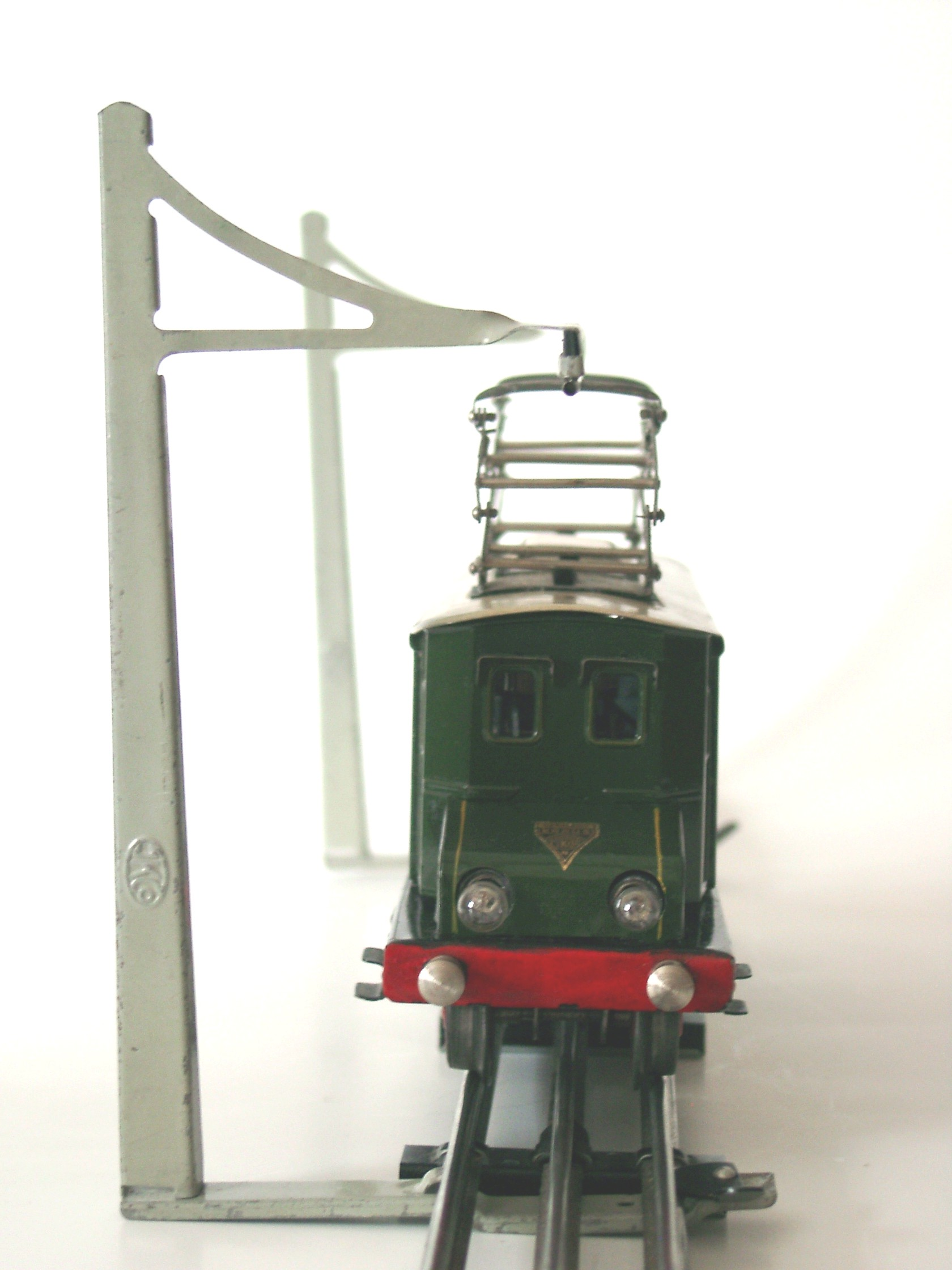
Vollbahn Lokomotive „Loko“ mit Oberleitungsbetrieb von vorn
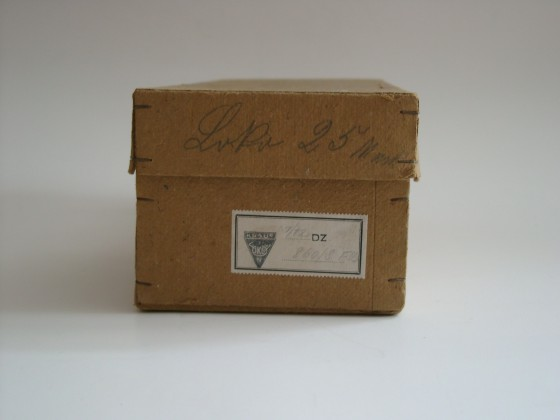
Verkaufskarton der Lokomotive Nr. 865/8 FU mit Preisangabe

### Stromlinienlokomotiven
Das Unternehmen stellte ab Mitte der 1930er Jahre Stromliniendampflokomotiven her und passte sich damit dem modernen Trend und dem technischen Fortschritt der Zeit an. Die Lokomotiven wurden in sehr vereinfachter Ausführung im Blechdruckverfahren produziert. An der Stirnseite der Lok waren die Zahlen „05001“ aufgedruckt, in Anlehnung an das Vorbild der damaligen Reichsbahn. Das gleiche Modell gab es von dem Unternehmen in silberner Farbausführung und eine etwas kleinere Stromliniendampflok in roter Farbausführung. Die Lokomotiven wurden sowohl im Uhrwerkbetrieb als auch für Wechselstrombetrieb angeboten. Bei der von der Fa. Kraus Fandor angebotenen Spielzeug Stromlinien-Funkenlokomotive ist im Schornstein ein Feuerstein eingebaut, der, bei Fahrt an einem Rad reibend, Funkenflug erzeugt. Der komplette Zug mit 2 Waggons ist vorwärtsfahrend und hat eine Zuglänge von 62 cm. Der Stromlinienzug bestehend aus der Lokomotive und 2 Waggons wurde unter der Artikelnummer 1001/4/F für 5 Mark (Katalog Nr. 21) angeboten. Der Stromlinienzug 10/4 hat eine Zuglänge von 49 cm und wurde als Zugpackung im Katalog Nr. 21 mit 4 runden Schienen für 2 Mark und mit 6 runden Schienen (Artikel Nr. 11/4) für 2,25 Mark angeboten. Da der Vertrieb ausschließlich über den Großhandel erfolgte, stellen die angegebenen Preise lediglich Großhandelspreise dar.

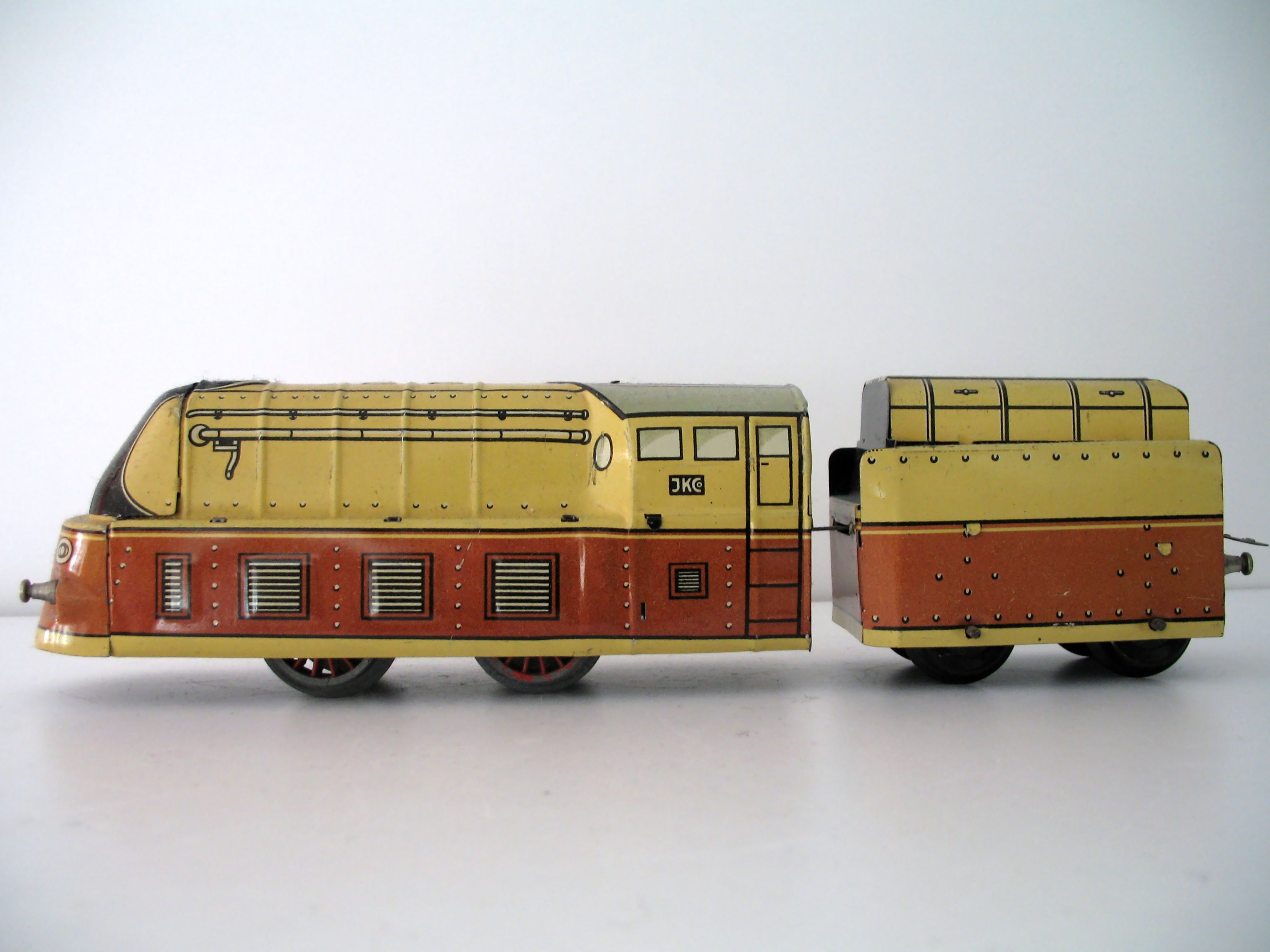
Kraus-Fandor Stomlinien-Funkenlokomotive Nr. 1001/12 F
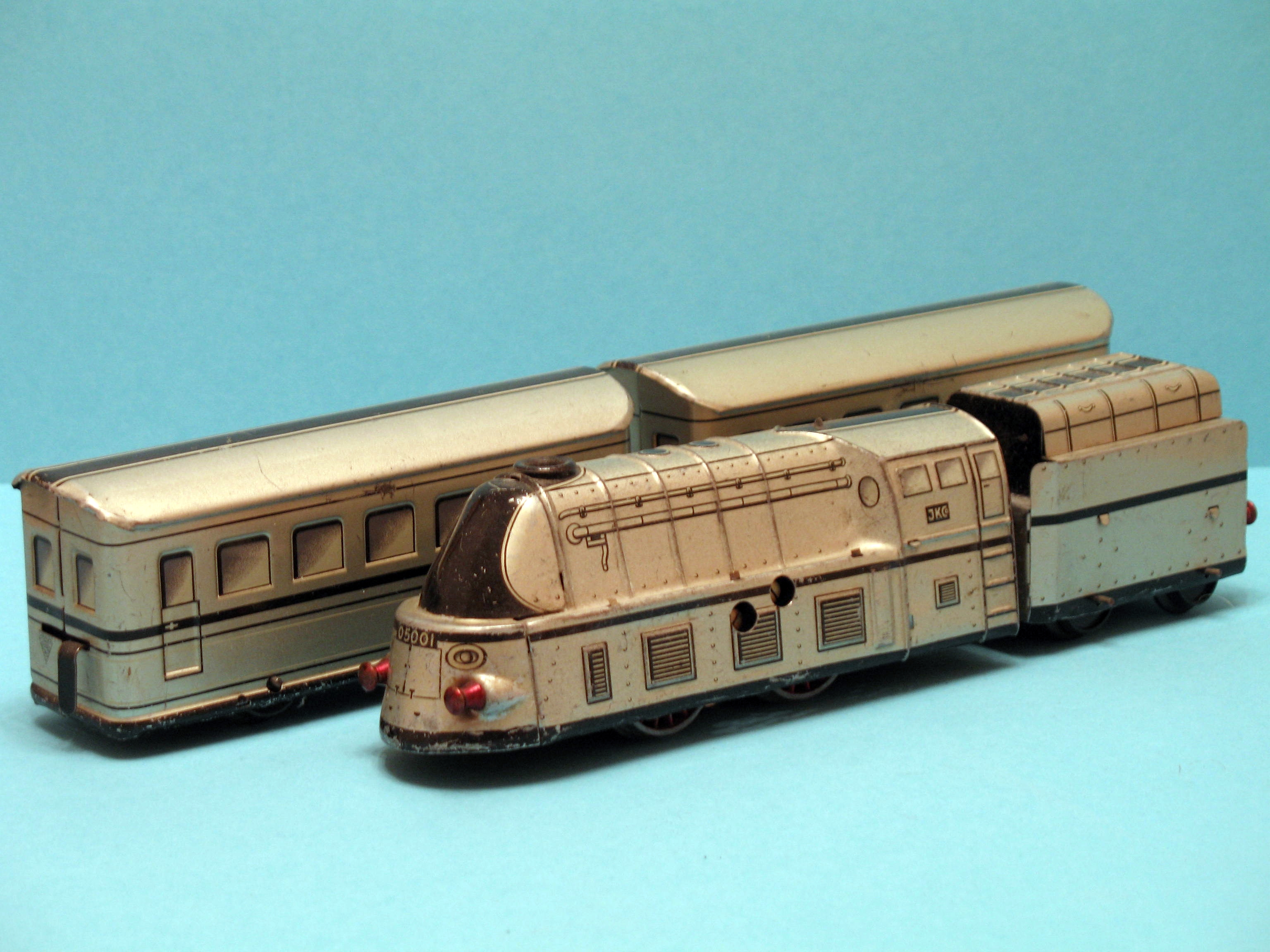
Stromlinienlok (silber) in Spur 0 für den elektrischen Betrieb Artikel Nr. 1000/48
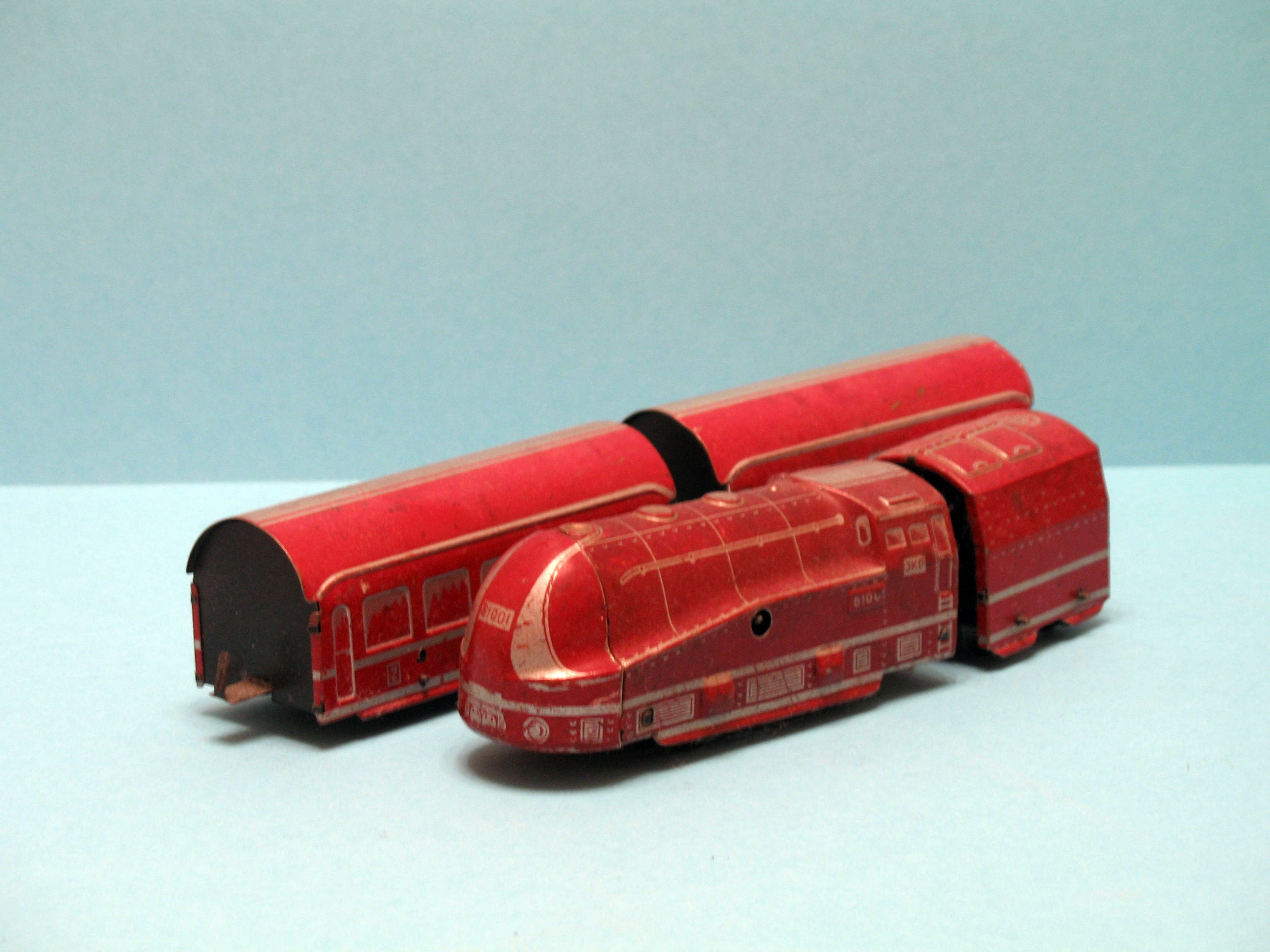
Stromlinienlok (rot) in Spur 0 für Uhrwerkbetrieb (Nr. 10/4)

### Eisenbahn - Zubehörteile
Neben den klassischen Lokomotiven und Eisenbahnwaggons wurde eine Vielzahl von Zubehörteilen angeboten, um den Spielwert mit den angebotenen Bahnen zu erhöhen. Es gab Bahnhöfe, Warnschilder, Wärterhäuschen, Lok- und Güterschuppen, Bahnübergänge und vieles mehr. Eine Einordnung in die angebotenen Spur 0 und Spur 1 lässt sich nicht direkt erkennen, vielmehr kam es auf die Ausstattung der Anlage mit auch in der Realität vorkommenden Gebäuden und Gegenständen an.

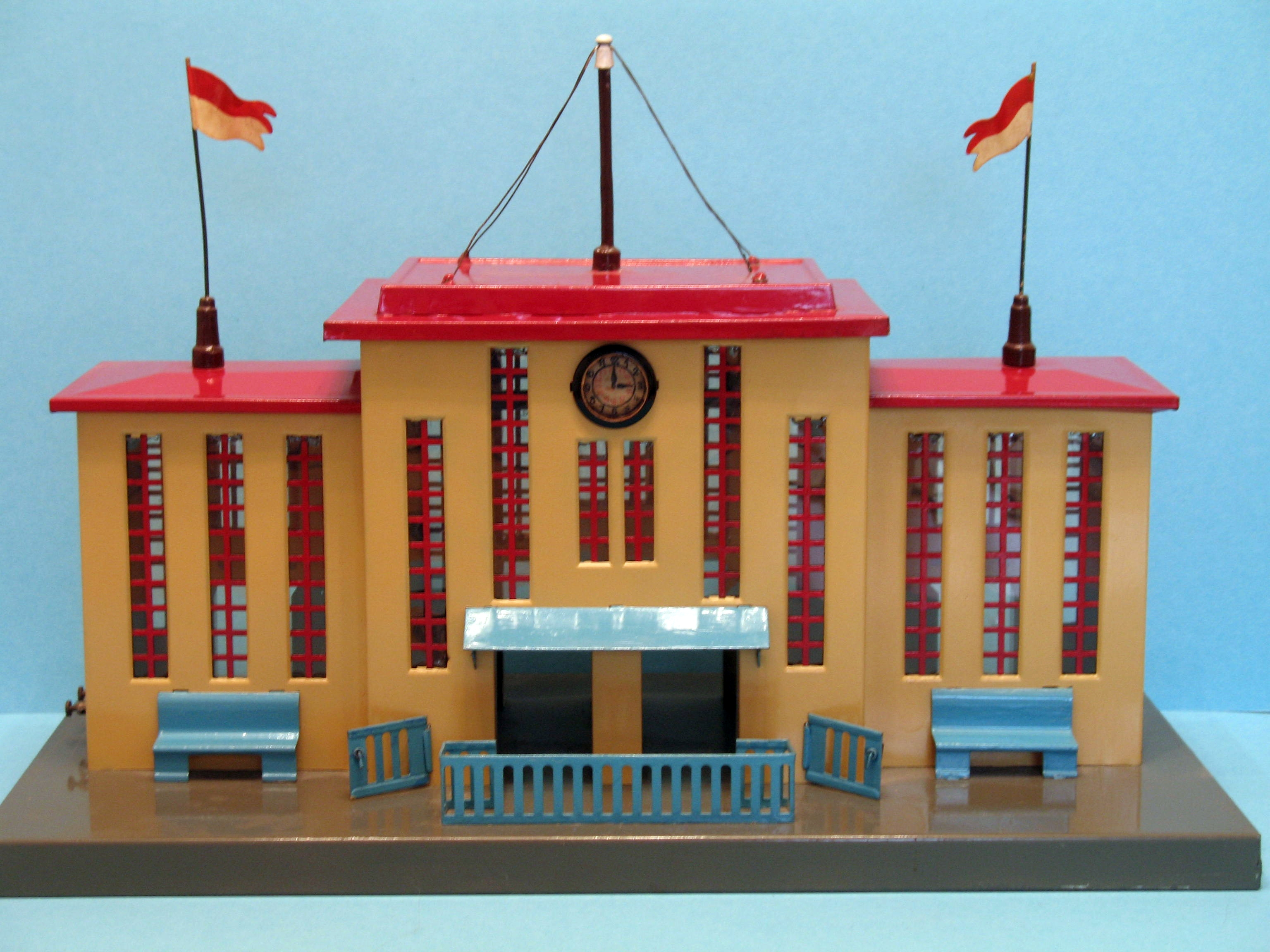
Bahnhof, 3-teiliges Gebäude mit glatten Wänden, moderner Baustil, Handlackierung, Nr. 2047/3/28, Herstellung zwischen 1930 und 1937
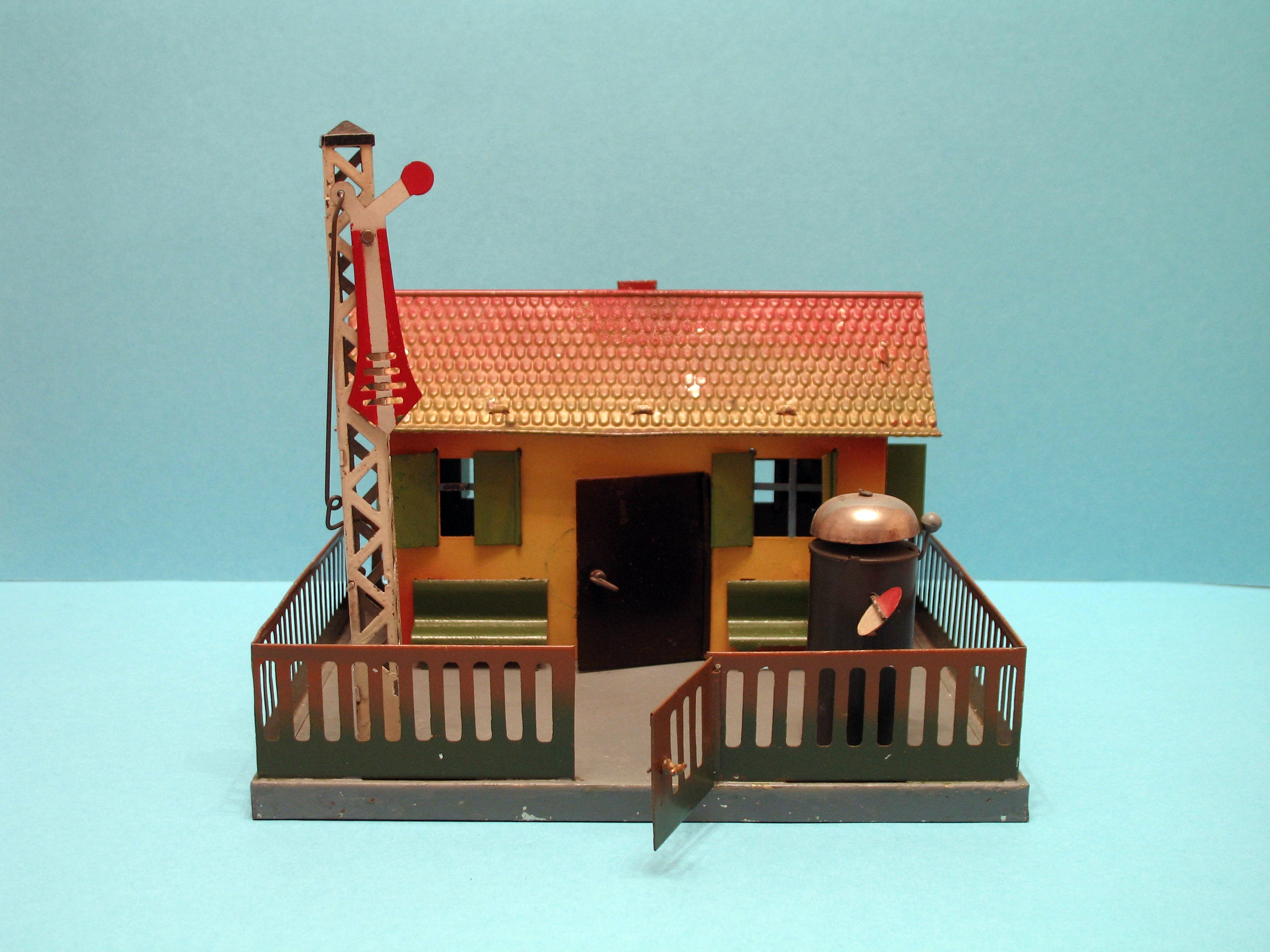
Bahnwärterhaus mit beweglichen Fensterläden, Ziegeldach, Kamin, Gittermast und Läutewerk, hergestellt zwischen 1926 und 1930
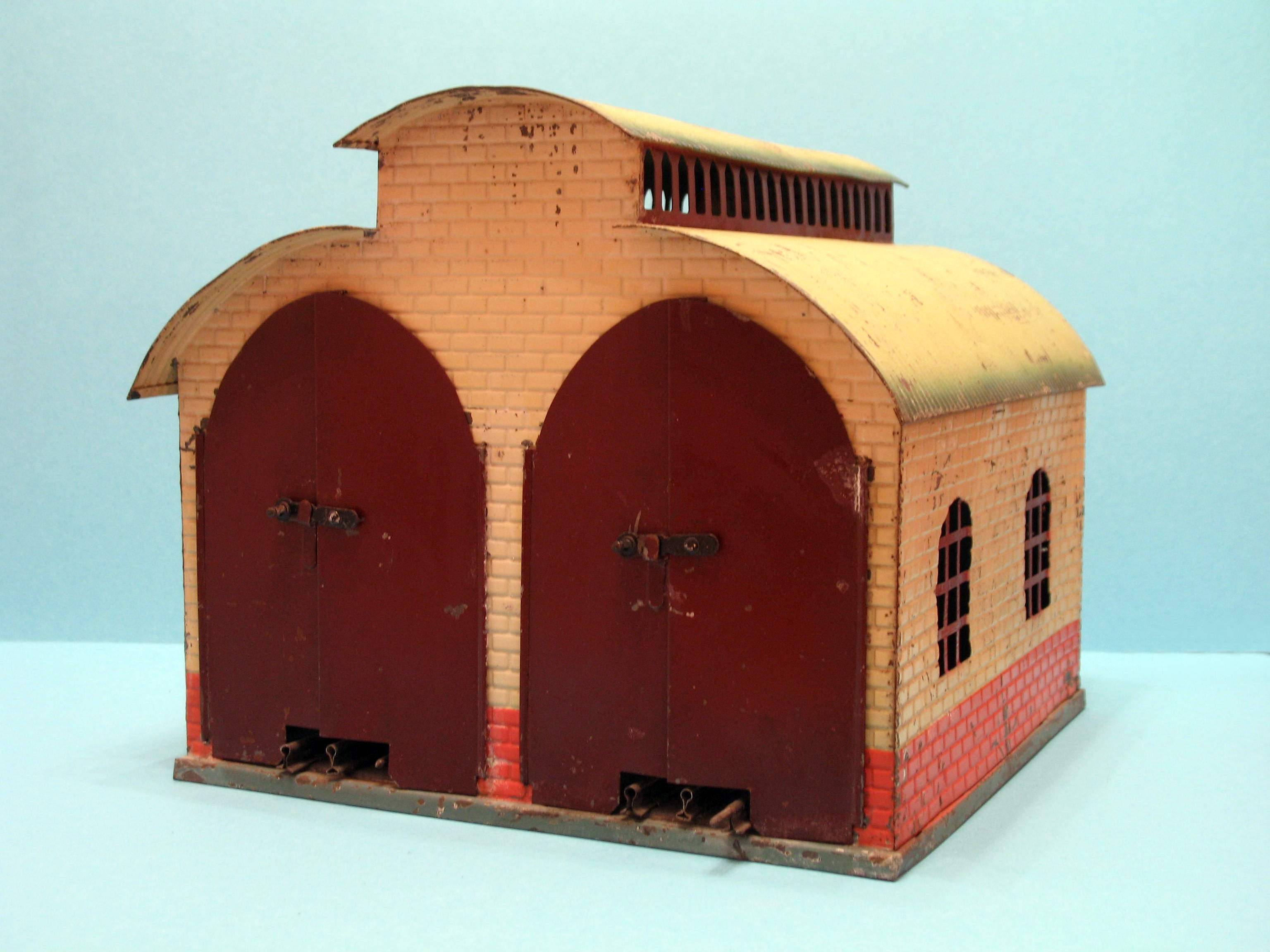
Lokschuppen Nr. 2106-0 für Spur 0; für 2 Lokomotiven, feinste Handlackierung; hergestellt von 1926 bis 1934
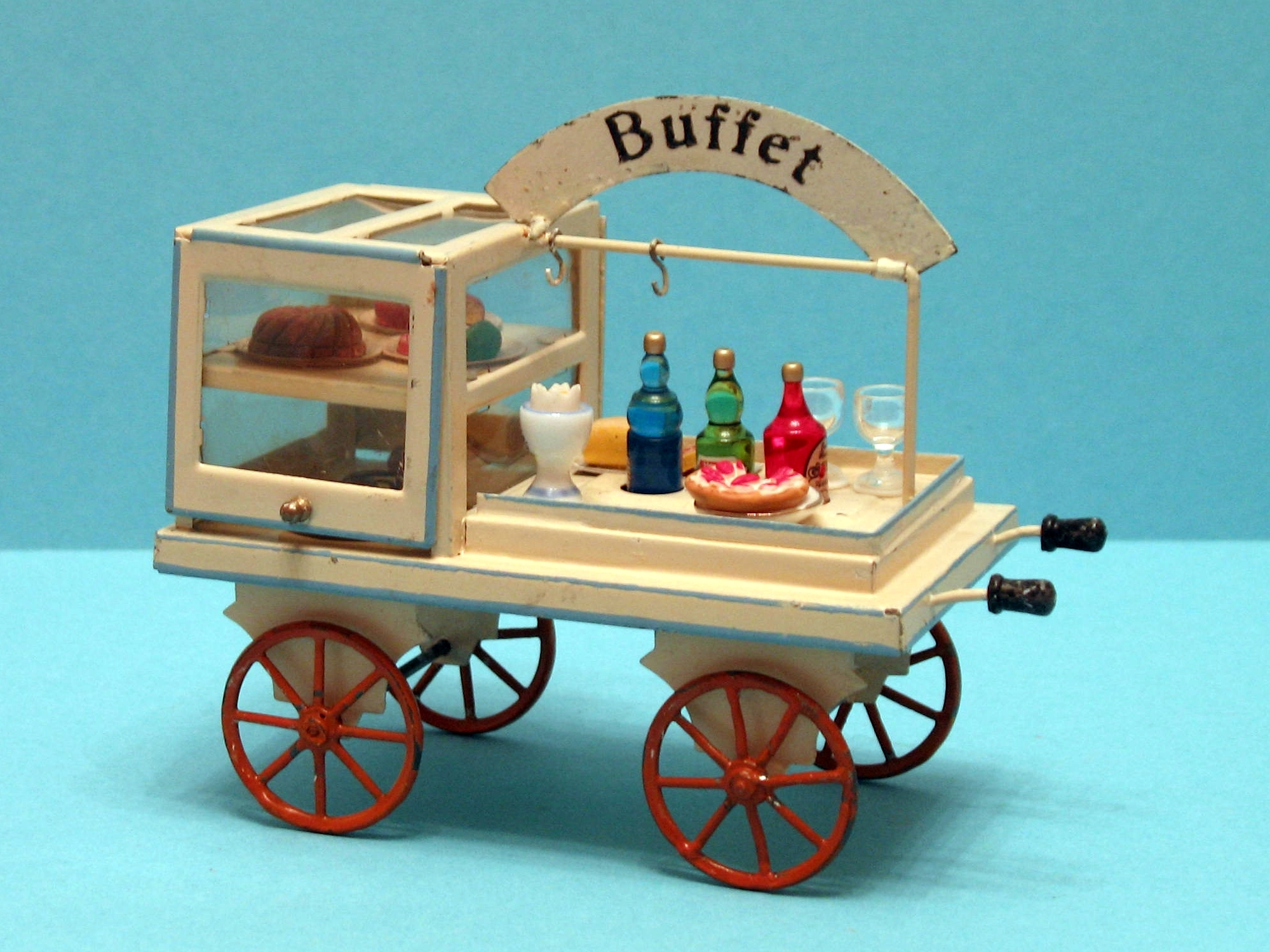
Erfrischungswagen Nr. 2511, mit Speichenrädern, Schubstangen, kleiner Glaskasten mit Öffnung, Schild „Buffet“ und Speisen, hergestellt zwischen 1931 und 1937

Besonderes Zubehör stellen die Bahnübergänge mit Funktion dar. Passiert ein Zug den Bahnübergang wird über einen Hebel das Signal und das Läutewerk ausgelöst und die Schranke schließt sich. Den Antrieb bewerkstelligt ein im Bahnwärterhaus untergebrachtes Uhrwerk mit Handaufzug.

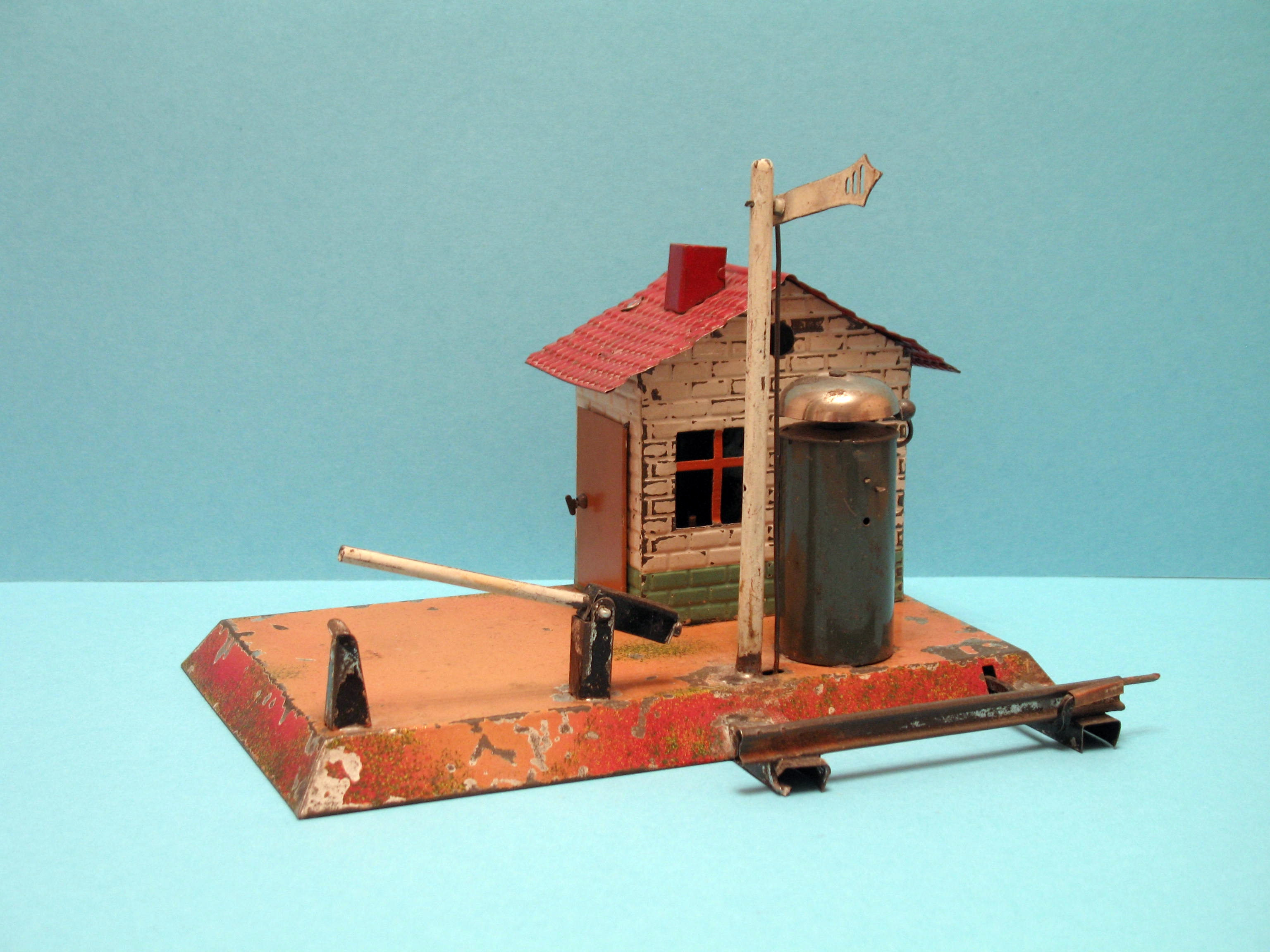
Bahnübergang Nr. 2085/3 um 1928–1934
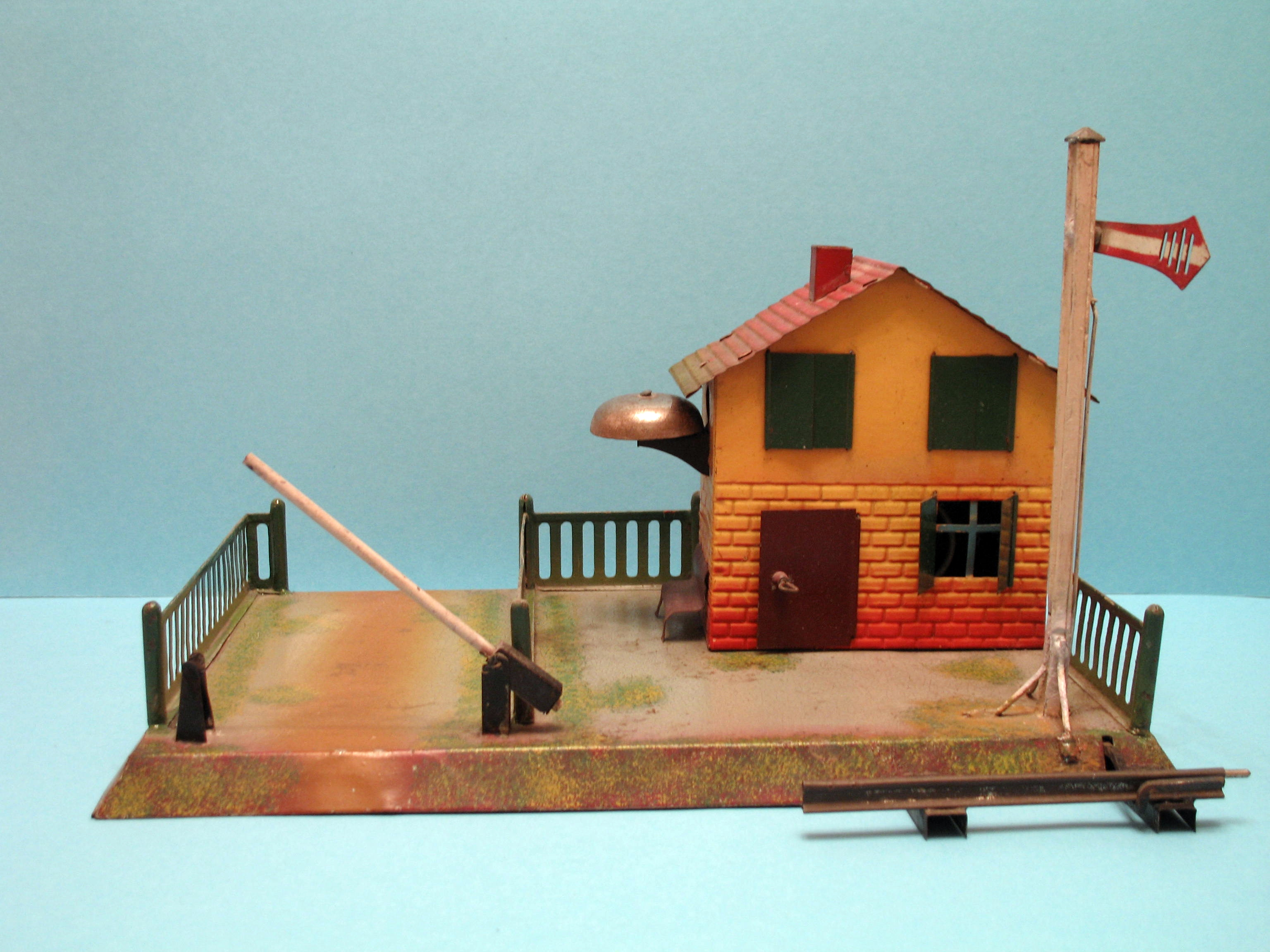
Bahnübergang Nr. 2085/1 um 1926–1934

## Ausstellung – Museum Petersberg
Seit dem 24. September 2016 werden im Museum Petersberg in der Dauerausstellung Die Blechspielwarenfabrik Josef Kraus & Co. in Nürnberg als Dauerleihgabe etwa 350 Exponate und die Geschichte von Josef Kraus & Co gezeigt, die einen Einblick in die Zeit- und Wirtschaftsgeschichte der 1920er, 1930er und 1940er Jahre vermittelt. Das Museum präsentiert den Großteil der Exponate in bedienbaren Vitrinen im Stil von frühen Industriemaschinen, die es ermöglichen, die Eisenbahnen nicht nur zu sehen, sondern auch zu bewegen, zu erleben und damit zu „spielen“. Der Ausstellungsraum erinnert an eine Produktionshalle aus der damaligen Zeit.

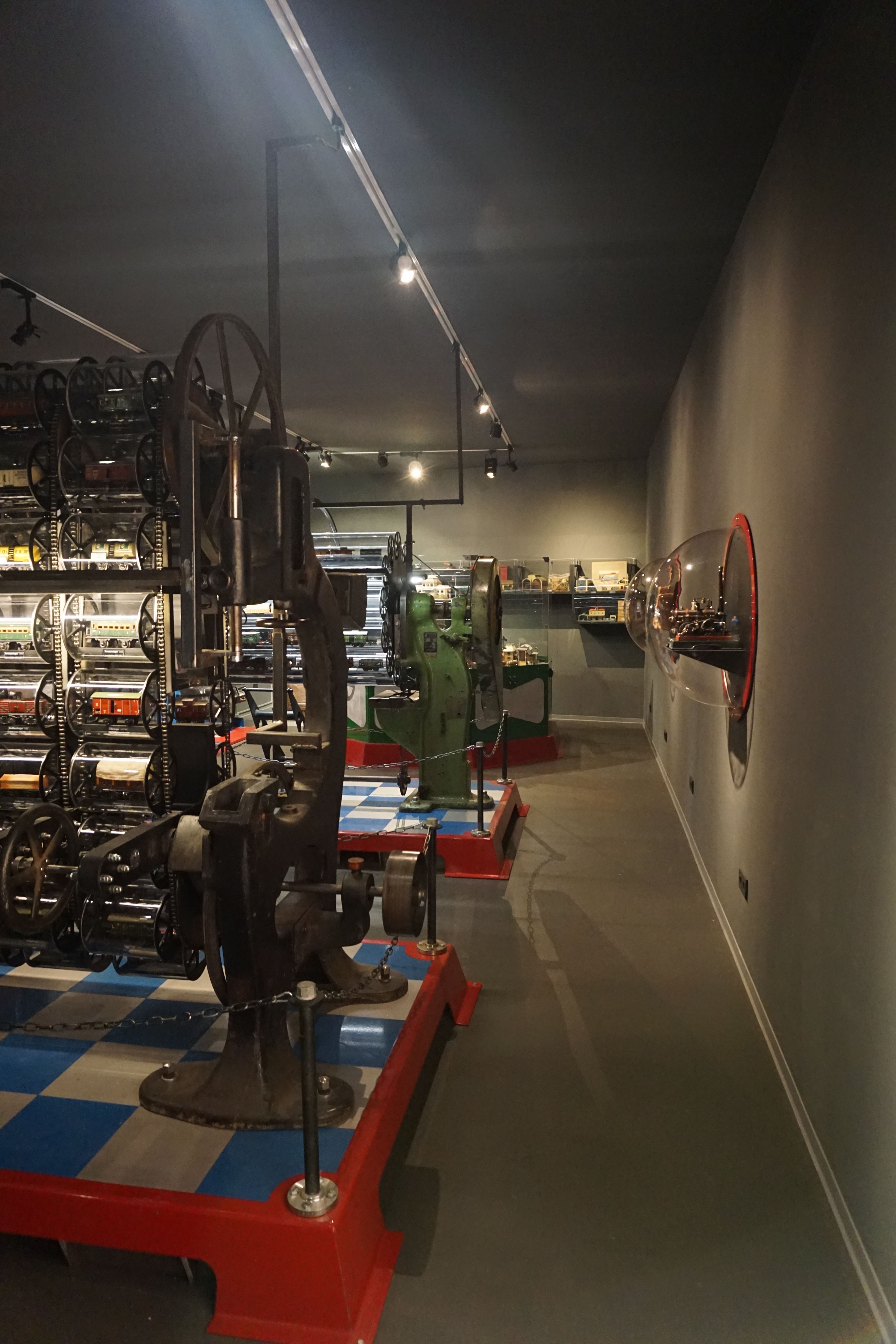
Blick in die Ausstellung im Museum Petersberg, Präsentationsvitrinen
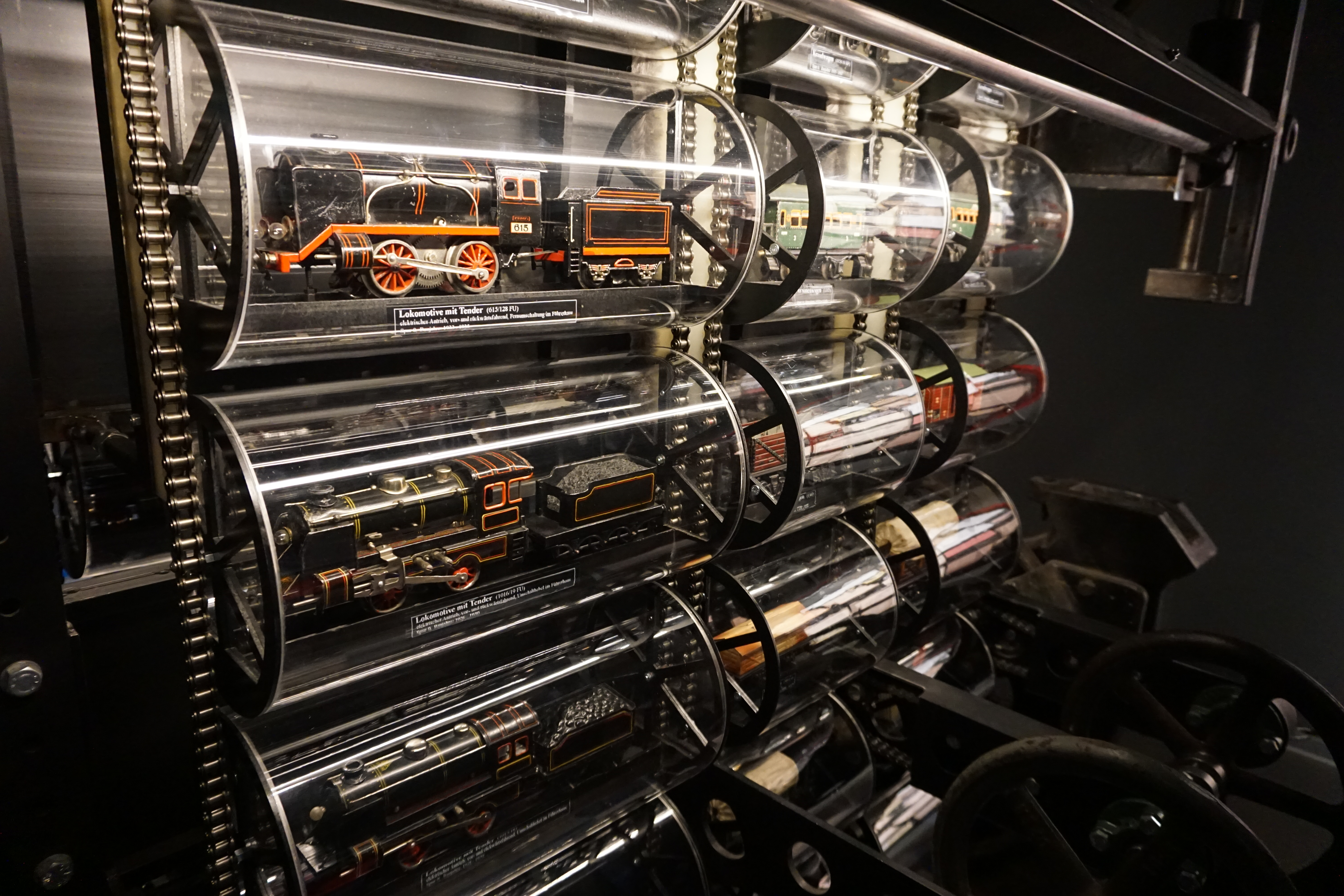
Kraus-Fandor Display mit Funktion
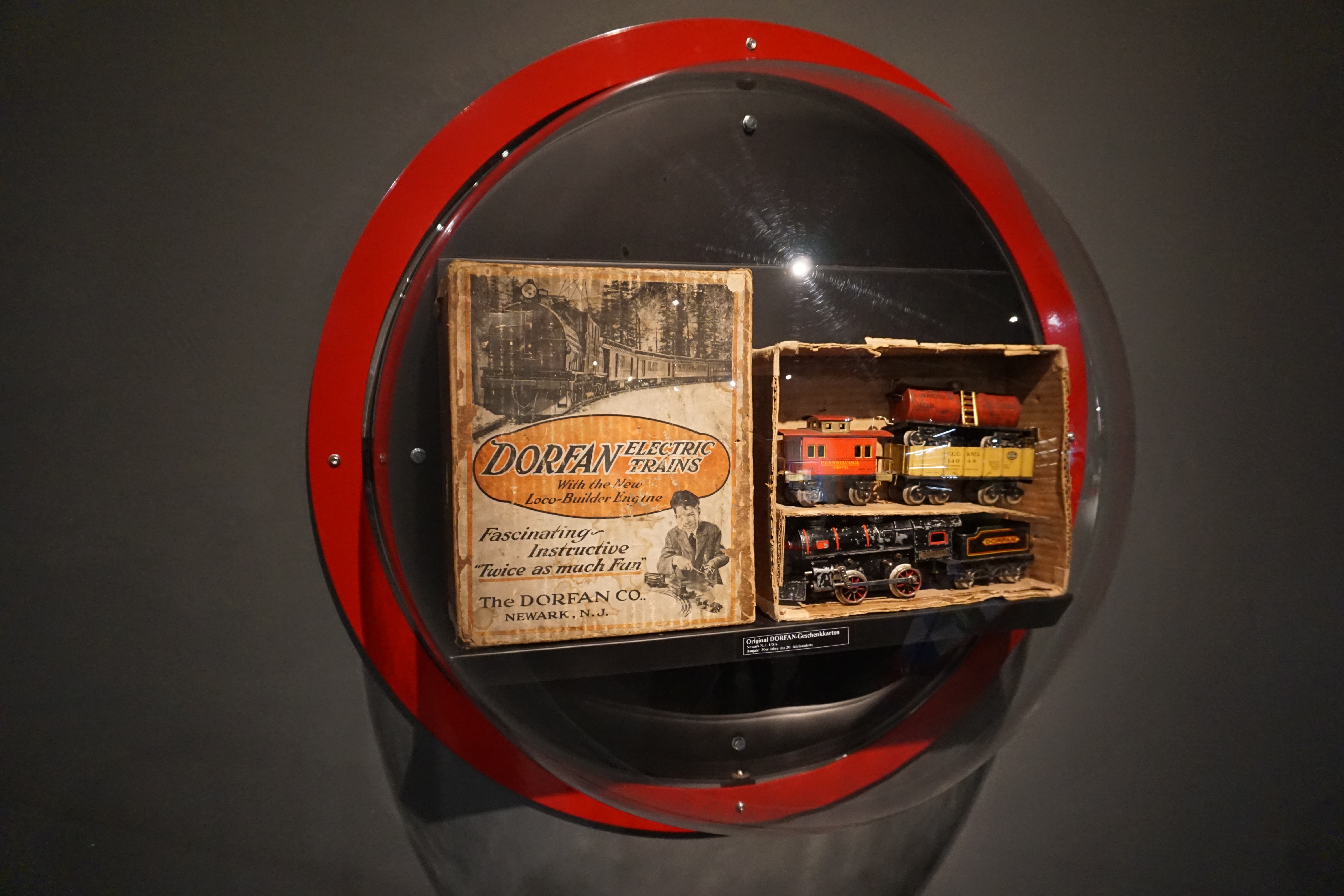
Originale Zugpackung der Firma Dorfan im Verkaufskarton
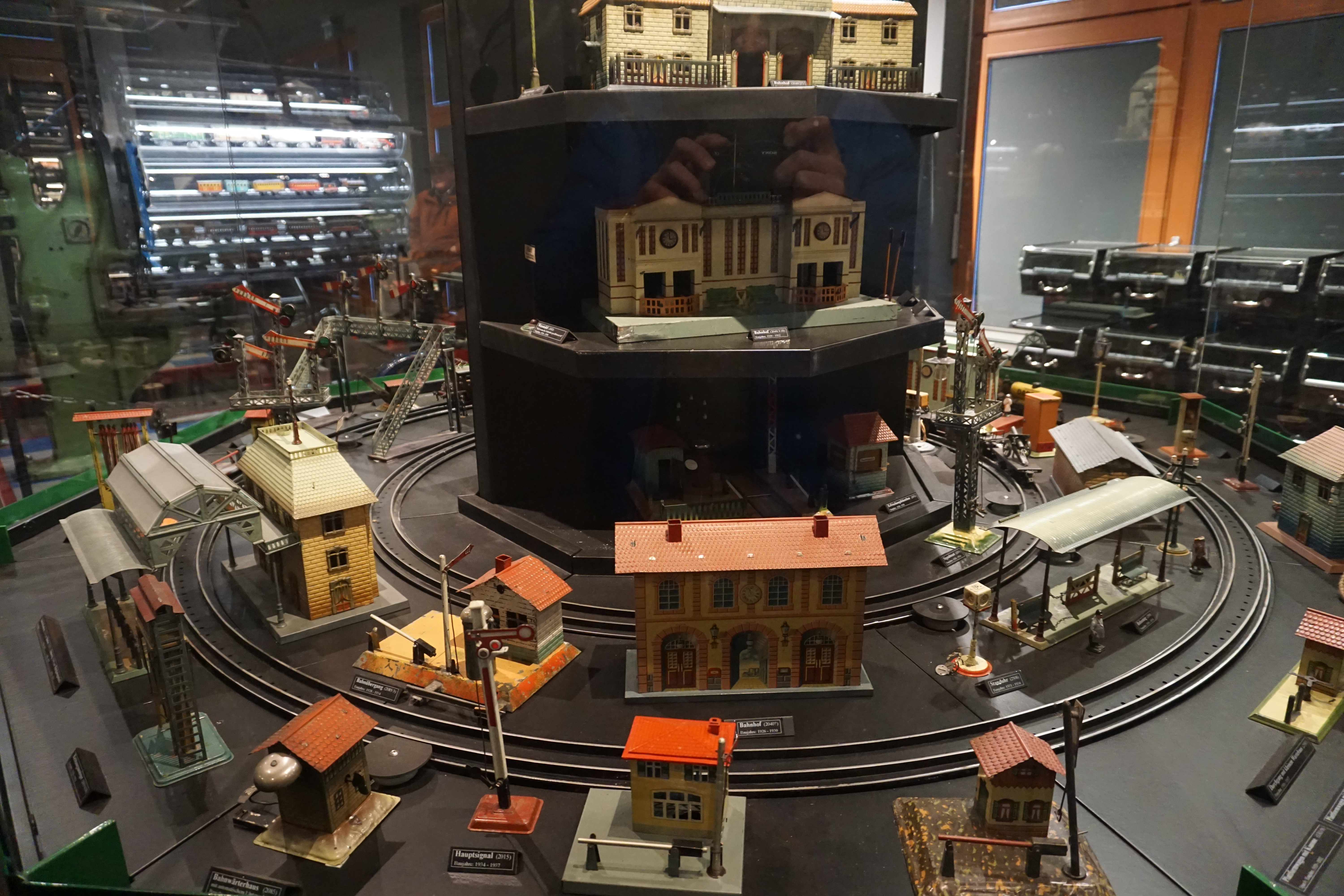
Kraus-Fandor, Präsentationsvitrine „Rondell“ Museum Petersberg mit drehbaren Zügen und versenkbaren Mittelteil

## Weblinks

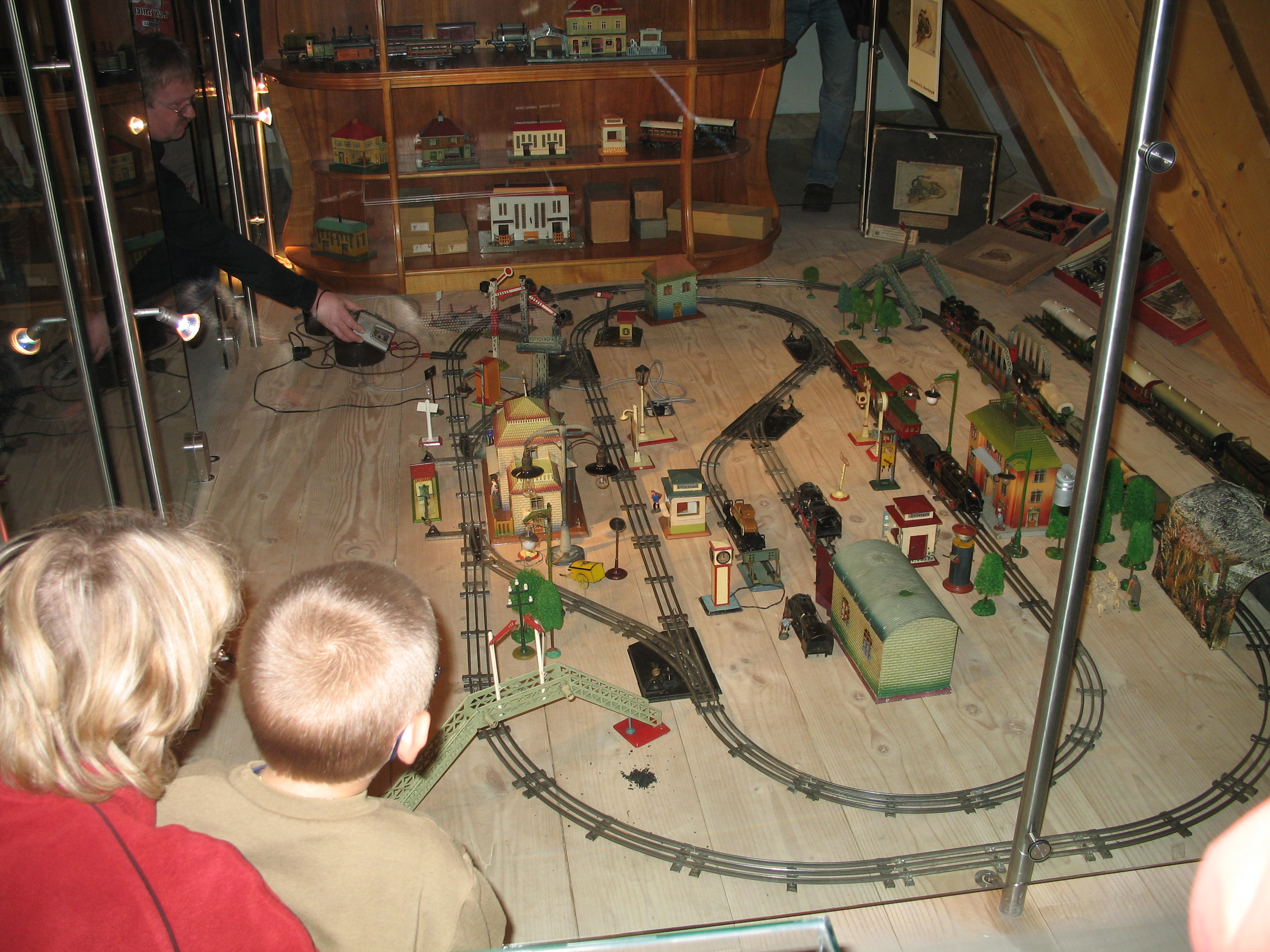
Kraus-Fandor Modelleisenbahnanlage an der Ausstellung im Stadtmuseum Jena 2006